# Lunge

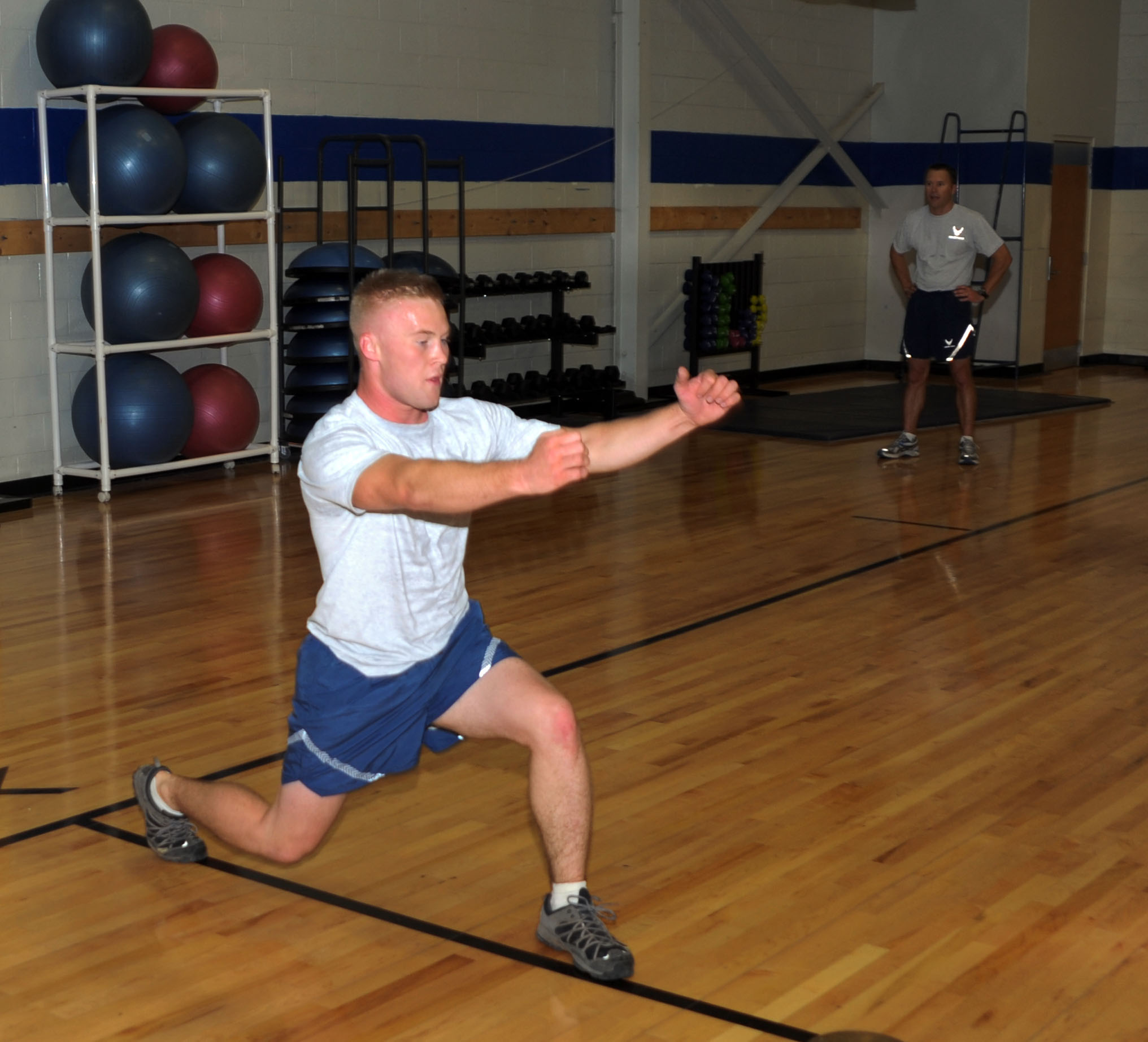
Lunge met bewegende armen. De armen kunnen ook in de zij worden gehouden indien men genoeg balans heeft of men kan kleine gewichten vasthouden, zodat de oefening wat zwaarder is.

De lunge (uitvalspas) is een fitness-oefening die individueel en bij groepslessen gedaan wordt. De basis voor de oefening is een rechtopstaande positie met de voeten vlak bij elkaar. Het ene been wordt naar voren geplaatst zodanig dat het onderbeen een hoek van 90 graden met de grond maakt. Het achterste been gaat dan naar beneden tot de knie (bijna) de grond raakt. Dan wordt het voorste been teruggebracht naar de aanvangspositie, waarna de oefening kan worden herhaald (eventueel met het andere been naar voren).

## Spiertraining
De spieren die met de lunge worden getraind, zijn de quadriceps, de hamstrings en de bilspieren. De oefening wordt onder meer bij revalidaties gebruikt, bijvoorbeeld enkele maanden na een voorste kruisbandreconstructie.

## Variaties
Lunges kunnen ook in zijwaartse richting, met gewichten of een ander voorwerp en op een verhoging worden uitgevoerd.